# Bucky Ika
Bucky Ika – nauruański polityk, były członek parlamentu. Reprezentant okręgu wyborczego Anetan.